# Chrysuronia goudoti
El colibrí de Goudot (en Colombia) o tucusito pico curvo (en Venezuela) (Chrysuronia goudoti) es una especie de ave apodiforme de la familia Trochilidae —los colibríes— perteneciente al numeroso género  Chrysuronia, anteriormente incluida en el género  Lepidopyga .  Es nativa de los bosques tropicales y zonas de monte bajo del norte de América del Sur.

## Distribución y hábitat
Vive en bosques secos tropicales y subtropicales, así como en zonas de monte bajo y bosques antiguos muy degradados, en Colombia y Venezuela.

## Descripción
Mide alrededor de 9 cm de longitud y pesa en torno a los 4 gr. Las hembras suelen ser más pequeñas que los machos. El plumaje de los machos es de color verde metálico, con cola ahorquillada y plumas rectrices centrales de color bronce. Su pico es recto y las plumas de su mandíbula son de color rosado.